# Point-Intercept-Methode
Die Point-Intercept-Methode (alternative Bezeichnungen: Point-Quadrat-Methode, point-line-intercept, line-point-intercept) ist eine quantitative Methode der Ökologie. Sie wird häufig bei Pflanzengesellschaften für die Analyse der Bodenbedeckung durch Pflanzen eingesetzt. Sie ist eine der gebräuchlichsten Methoden um die Vegetationsbedeckung eines Gebietes zu beschreiben.
Außerdem wird sie auch als nicht-destruktive (d. h. den Pflanzenbestand erhaltende) Methode zur Bestimmung der Biomasse (standing crop) eingesetzt. Im angewandten Bereich ist die Methode gebräuchlich zur Evaluation des Erfolgs von Biotop-Pflegemaßnahmen des Naturschutzes oder zur Abschätzung der Vegetationsbedeckung insgesamt, zum Beispiel für Zwecke des Erosionsschutzes.
Praktisch wird eine Reihe von Punkten in gleichmäßigen Abständen durch das zu untersuchende Gebiet gelegt und für jeden Punkt untersucht, ob dieser von einer Pflanze bedeckt wird oder nicht. Die relative Abdeckung des Gebiets durch die untersuchte Art kann dann durch Teilen der bedeckten Punkte durch die Gesamtzahl der Messpunkte ermittelt werden. Für im Gebiet dominante Arten gelten dabei 100 bis 200 Messpunkte als ausreichend, für seltenere Arten müssen entsprechend mehr Punkte ausgemessen werden. Bei trockenem Untergrund kann dabei ein Messrahmen zur Festlegung der Messpunkte verwendet werden. Bei räumlich stark strukturierten Vegetationsbeständen wird alternativ auch ein Stab vom Rand her durch die Untersuchungsfläche geschoben, und dann notiert, welche Pflanzen von ihm berührt werden. Dadurch kann die Deckung auch getrennt für Vegetationsschichten (Strata) ermittelt werden.
Als Variante ist auch eine Methode gebräuchlich, bei der die Messpunkte nicht in einer Linie, sondern in einem regelmäßigen Raster angeordnet werden (grid point intercept).

## Line-Intercept-Methode
Bei der Line-Intercept-Methode wird entlang einer Linie gemessen und für jede Art bestimmt, wie viel von der Linie sie bedeckt. Im Ergebnis kann dabei in der Summe auch eine Bedeckung von über 100 % erreicht werden. Die Line-Intercept-Methode wird vor allem entlang von Gradienten, zum Beispiel eines Anstiegs im Gelände, verwendet und kann dabei auch Veränderungen in der Vegetation dokumentieren.